# République des Sept-Dizains
1613–1798
Entités précédentes :
- Principauté épiscopale de Sion

Entités suivantes :
- République helvétique

La République des Sept-Dizains (en allemand : Republik der sieben Zenden) est un État qui a existé sur le territoire de l'actuel canton du Valais, en Suisse, du XVIIe siècle à 1798.
Le Valais est alors constitué du Haut-Valais, confédération de sept dizains (dans l'est du Valais : Brigue, Conches, Loèche, Rarogne, Sierre, Sion et Viège) quasiment indépendants, et du Bas-Valais (à l'ouest, autour de Monthey et Saint-Maurice), sujet du Haut-Valais. Les dizains du Haut-Valais, initialement sous autorité du prince-évêque de Sion mais largement autonomes, imposent en 1613 à ce dernier une charte l'empêchant, entre autres, de s'opposer à la Diète du Valais.
Le Bas-Valais proclame son indépendance au début de l'année 1798. Le Haut-Valais et le Bas-Valais sont réunis à l'intérieur du même canton du Valais, intégré dans la République helvétique la même année, mettant fin à la République des Sept-Dizains.